# Luis Haquín
Luis Fernando Haquín López (Santa Cruz de la Sierra, 15 de noviembre de 1997) es un futbolista boliviano. Se desempeña como defensa central. Actualmente se encuentra sin equipo. Es internacional con Selección de Bolivia, de la cual es capitán.

## Trayectoria

### Oriente Petrolero
Debutó como profesional el 11 de diciembre de 2016 en la derrota por 4 a 0 en Sucre ante Universitario en el marco de la fecha 20 del Torneo Apertura de la temporada 2016-17. Fue titular y disputó los 90 minutos.
Anotó su primer gol el 5 de noviembre de 2017 en el clásico ante Blooming, marcando el 0-1 parcial a favor de Oriente.

### Puebla
El 19 de diciembre de 2018 se confirmó su fichaje por el Puebla, club que adquirió su pase en 250.000 dólares estadounidenses.
Luis Haquin ha sido el segundo futbolista boliviano después de su compatriota Alejandro Chumacero con el que ha sido su compañero en el mismo equipo.

### Bolívar
El zaguero central ha sido cedido por préstamo al Club Bolívar por lo cual retornó a Bolivia y ha jugado como el segundo equipo a nivel nacional en su carrera y originalmente fue su tercer club en su carrera futbolisitica.

### Deportes Melipilla
El 2021 fichó por el recién ascendido Deportes Melipilla, siendo titular indiscutible, debutó el 3 de abril contra Ñublense, anotó su primer gol ante Unión Española en la victoria 2-0 del Melipilla. Disputó 15 partidos con Melipilla y anotó un gol.

### Carlos A. Mannucci
El 8 de diciembre de 2021, fue anunciado como nuevo jugador del Carlos A. Mannucci para la temporada 2022. Dos meses después, se anunció su regreso a Bolívar pues el deportista tenía una cláusula de poder dejar al elenco peruano en caso de tener una mejor oferta.

### Deportivo Cali
Tras su paso por el Club Bolívar es fichado en condición de préstamo por el  Club Blooming pero debido a que este equipo no puede inscribir jugadores para el torneo clausura de la liga de Bolivia , es nuevamente fichado pero está vez por el Deportivo Cali de la Primera División de Colombia , con un principio de acuerdo de préstamo y con opción de compra. el 14 de julio de 2023 es oficializado como nueva incorporación del deportivo Cali y el mismo día firmó su contrato. El boliviano logró ganarse la titularidad y cinta de capitán del equipo azucarero por su buen nivel en zona defensiva, su posicionamiento defendiendo y saliendo al ataque, la seguridad con la que sale jugando con el balón como también su liderazgo sacando el equipo hacia adelante; gracias a lo mencionado se ha ganado a la hinchada del glorioso. Luis Haquín jugando para el Deportivo Cali recibió el llamado de Gustavo Costas para jugar con la Selección de fútbol de Bolivia la primera y segunda fecha de las eliminatorias sudamericanas para la Copa Mundial de Fútbol de 2026 donde su selección se mediría contra Brasil en condición de visitante en la ciudad de Belén y de local ante Argentina en la capital de La Paz. Lastimosamente La Verde perdería los dos encuentros por goleada y Luis Haquín solamente jugaría algunos minutos del segundo tiempo contra Argentina.
A inicios de diciembre de 2023 el Deportivo Cali oficializa que de mutuo acuerdo se finalizó el contrato del jugador con el club, dando a entender así su regreso al Club Bolívar.

## Selección nacional
Fue incluido en una convocatoria de la selección mayor por primera vez el 10 de marzo de 2017 para una fecha doble de eliminatoria contra Colombia y Argentina, pero no disputó minutos en alguno de estos encuentros.
Debutó en un amistoso ante Nicaragua el 7 de junio de 2017 en Yacuiba entrando en el minuto 89 en reemplazo de Jordy Candia.
Marcó su primer gol con la selección mayor el 13 de octubre de 2018 en un amistoso contra Birmania.

### Participaciones en Sudamericanos
| Competición                                      | Sede    | Resultado    | Partidos | Goles |
| ------------------------------------------------ | ------- | ------------ | -------- | ----- |
| Campeonato Sudamericano de Fútbol Sub-20 de 2017 | Ecuador | Primera fase | 4        | 0     |

### Participaciones en Eliminatorias al Mundial
| Eliminatorias                 | Resultado | Partidos | Goles |
| ----------------------------- | --------- | -------- | ----- |
| Eliminatorias Mundial de 2018 | 9.º lugar | 0        | 0     |
| Eliminatorias Mundial de 2022 | 9.º lugar | 8        | 0     |

### Participaciones en Copas Américas
| Copa              | Sede   | Resultado      | Partidos | Goles |
| ----------------- | ------ | -------------- | -------- | ----- |
| Copa América 2019 | Brasil | Fase de grupos | 3        | 0     |
| Copa América 2021 | Brasil | Fase de grupos | 1        | 0     |

### Goles internacionales
| #  | Fecha                 | Lugar                             | Rival    | Gol | Resultado | Competición |
| -- | --------------------- | --------------------------------- | -------- | --- | --------- | ----------- |
| 1. | 13 de octubre de 2018 | Thuwunna Stadium, Yangon, Myanmar | Birmania | 1–0 | 3–0       | Amistoso    |

## Estadísticas

### Clubes
Actualizado al último partido jugado el 22 de junio de 2025.
| Oriente Petrolero · Bolivia | 1.ª           | 2016-17       | 31  | 2 | 0 | - | - | - | 2  | 0 | 0 | 33  | 2  | 0 | 0.06 |
| Oriente Petrolero · Bolivia | 1.ª           | 2018          | 32  | 2 | 0 | - | - | - | 4  | 0 | 0 | 36  | 2  | 0 | 0.06 |
| Oriente Petrolero · Bolivia | Total club    | Total club    | 63  | 4 | 0 | - | - | - | 6  | 0 | 0 | 69  | 4  | 0 | 0.06 |
| Puebla · México | 1.ª           | 2018-19       | 7   | 0 | 0 | 4 | 0 | 0 | 0  | 0 | 0 | 11  | 0  | 0 | 0    |
| Puebla · México | Total club    | Total club    | 7   | 0 | 0 | 4 | 0 | 0 | 0  | 0 | 0 | 11  | 0  | 0 | 0    |
| Bolívar · Bolivia | 1.ª           | 2019-20       | 0   | 0 | 0 | 0 | 0 | 0 | 3  | 1 | 0 | 3   | 1  | 0 | 0.33 |
| Melipilla · Chile | 1.ª           | 2020-21       | 15  | 1 | 0 | - | - | - | -  | - | - | 15  | 1  | 0 | 0.07 |
| Melipilla · Chile | Total club    | Total club    | 15  | 1 | 0 | 0 | 0 | 0 | 0  | 0 | 0 | 15  | 1  | 0 | 0.07 |
| Carlos A. Mannucci · Perú | 1.ª           | 2020-21       | 1   | 0 | 0 | - | - | - | -  | - | - | 1   | 0  | 0 | 0    |
| Carlos A. Mannucci · Perú | Total club    | Total club    | 1   | 0 | 0 | 0 | 0 | 0 | 0  | 0 | 0 | 1   | 0  | 0 | 0    |
| Bolívar · Bolivia | 1.ª           | 2021-22       | 32  | 1 | 1 | - | - | - | 0  | 0 | 0 | 32  | 1  | 1 | 0.03 |
| Bolívar · Bolivia | 1.ª           | 2022-23       | 7   | 0 | 0 | 0 | 0 | 0 | 0  | 0 | 0 | 7   | 0  | 0 | 0    |
| Bolívar · Bolivia | Total club    | Total club    | 39  | 1 | 1 | 0 | 0 | 0 | 3  | 1 | 0 | 42  | 2  | 1 | 0.02 |
| Deportivo Cali · Colombia | 1.ª           | 2023          | 15  | 0 | 1 | 1 | 0 | 0 | 0  | 0 | 0 | 16  | 0  | 1 | 0    |
| Deportivo Cali · Colombia | Total club    | Total club    | 15  | 0 | 1 | 1 | 0 | 0 | 0  | 0 | 0 | 16  | 0  | 1 | 0    |
| Ponte Preta · Brasil | 2.ª           | 2024          | 13  | 0 | 1 | 0 | 0 | 0 | 0  | 0 | 0 | 13  | 0  | 1 | 0    |
| Ponte Preta · Brasil | Total club    | Total club    | 13  | 0 | 1 | 0 | 0 | 0 | 0  | 0 | 0 | 13  | 0  | 1 | 0    |
| Mushuc Runa · Ecuador | 1.ª           | 2025          | 12  | 2 | 0 | 0 | 0 | 0 | 7  | 1 | 0 | 19  | 3  | 0 | 0.16 |
| Mushuc Runa · Ecuador | Total club    | Total club    | 12  | 2 | 0 | 0 | 0 | 0 | 7  | 1 | 0 | 19  | 3  | 0 | 0.16 |
| Total carrera | Total carrera | Total carrera | 165 | 8 | 3 | 5 | 0 | 0 | 16 | 2 | 0 | 186 | 10 | 3 | 0.05 |
| (1) Las copas internacionales se refiere a la Copa Libertadores y Copa Sudamericana. (2) No incluye datos de partidos amistosos ni categorías inferiores. |               |               |     |   |   |   |   |   |    |   |   |     |    |   |      |

## Palmarés

### Títulos nacionales
| Título           | Club    | País    | Año           |
| ---------------- | ------- | ------- | ------------- |
| Primera División | Bolívar | Bolivia | Apertura 2022 |